# Брумберг, Зинаида Семёновна
Зинаида Семёновна Брумберг (2 августа 1900, Москва — 9 февраля 1983, там же) — советский режиссёр и художница мультипликационного кино, кинодраматург, Заслуженный деятель искусств РСФСР (1968). Младшая из сестёр Брумберг — творческого тандема, создававшего каноны советской мультипликации.

## Биография
Родилась 2 августа 1900 года в Москве, день в день с сестрой Валентиной, которая была старше ровно на год. Дочь врача Семёна Фёдоровича (Шимона Цодыковича) Брумберга (1867—?) и Цили Иосифовны Клейн.
По окончании в 1925 году Вхутемаса участвовала в создании первых советских мультфильмов («Китай в огне»). Работу в мультипликации начинала художницей-мультипликатором, затем перешла в режиссуру. Вместе с Валентиной Брумберг создала такие фильмы, как «Красная шапочка», «Кот в сапогах», «Пропавшая грамота», «Три толстяка» и многие другие.
Одной из наиболее известных работ является мультфильм «Федя Зайцев» (1949), где среди реалистических фигур есть элементарная — человечек, нарисованный на школьной стене. В начале шестидесятых с помощью этого человечка сёстры Брумберг внесли новый элемент в устоявшийся канон советской мультипликации, в создании которого участвовали они сами.
Скончалась 9 февраля 1983 года в Москве на 83-м году жизни. Прах захоронен в колумбарии на Ваганьковском кладбище.

## Награды и звания
- орден «Знак Почёта» (14.4.1944) — за успешную работу в области советской кинематографии в дни Отечественной войны и выпуск высокохудожественных кинокартин[5].
- заслуженный деятель искусств РСФСР (07.02.1968) — за заслуги в области советского киноискусства[6].

## Награды на фестивалях
- Мультфильм «Исполнение желаний» — III Международный Фестиваль анимационных фильмов в Аннеси (Франция), 1960 — Диплом.
- Мультфильм «День рождения» — II Международный Фестиваль короткометражных фильмов в Монтевидео (Уругвай), 1960 — удостоен упоминания.

## Мультфильмы
- 1927 — «Даёшь хороший лавком!» (не сохранился)
- 1928 — «Самоедский мальчик»
- 1931 — «Автодорец» (не сохранился)
- 1931 — «Блоха» (не сохранился)
- 1932 — «Паровоз, лети вперёд!» (не сохранился)
- 1934 — «Царь Дурандай»
- 1935 — «Стрекоза и муравей»
- 1937 — «Заяц-портной»
- 1937 — «Красная Шапочка»
- 1938 — «Ивашко и Баба-Яга»
- 1938 — «Кот в сапогах»
- 1941 — «Журнал политсатиры № 2»
- 1943 — «Сказка о царе Салтане»
- 1944 — «Синдбад-мореход»
- 1945 — «Пропавшая грамота»
- 1948 — «Сказка о солдате»
- 1948 — «Федя Зайцев»
- 1949 — «Чудесный колокольчик»
- 1950 — «Девочка в цирке»
- 1951 — «Ночь перед Рождеством»
- 1953 — «Полёт на Луну»
- 1955 — «Остров ошибок»
- 1955 — «Стёпа-моряк»
- 1957 — «Палка выручалка»
- 1957 — «Исполнение желаний»
- 1958 — «Тайна далёкого острова»
- 1959 — «День рождения»
- 1960 — «Человечка нарисовал я»
- 1961 — «Большие неприятности»
- 1963 — «Три толстяка»
- 1964 — «Храбрый портняжка»
- 1965 — «За час до свидания»
- 1966 — «Про злую мачеху»
- 1967 — «Машинка времени»
- 1968 — «Кот в сапогах»
- 1969 — «Капризная принцесса»
- 1970 — «Кентервильское привидение»
- 1971 — «Огонь»
- 1972 — «Волшебная палочка»
- 1973 — «Новые большие неприятности»
- 1974 — «С бору по сосенке»